# Андромеда IV
Андроме́да IV (And IV) — изолированная карликовая неправильная галактика из Местного сверхскопления, видимая в созвездии Андромеды. Характеризуется умеренной поверхностной яркостью, очень синим цветом, низкой текущей скоростью звездообразования и низкой металличностью, чем похожа на карликовые галактики Местной группы, такие как IC 1613 и Секстант A.

## Свойства
После открытия её считали возможным спутником галактики Андромеды. Дальнейшее изучение с помощью космического телескопа «Хаббл» показало, что галактика находится на расстоянии от 22 до 24 миллионов световых лет от Земли и поэтому не принадлежит Местной группе, а изолирована. Её видимый диаметр поверхностной яркости (хольмберговский) составляет 1880 парсек, но нейтральный атомарный водород простирается в диске более чем в восемь раз дальше. Соотношение в ней барионной материи к тёмной составляет 0,11.

## История
Андромеда IV была обнаружена в 1971 году Сиднеем Ван ден Бергом при изучении фотопластинок, отснятых на 48-дюймовом (1,2 м) телескопе Шмидта в Паломарской обсерватории в 1970 и 1971 году. Одновременно с ней были обнаружены (значительно более выраженные) карликовые галактики Андромеда I, Андромеда II и Андромеда III.
Изначально предполагали, что она может быть спутником галактики Андромеды (M31); однако её поверхностная яркость выше, она меньше по угловым размерам и более голубая, чем другие спутники M31. Но считали более вероятным, что это не галактика-спутник, а слабо связанное старое звёздное скопление или другая особенность фона (например, фоновая галактика, не входящая в подгруппу Андромеды, как и оказалось).